# فولتا كاتالونيا 1939
فولتا كاتالونيا 1939 (بالإسبانية: Volta a Cataluña 1939)‏ هو سباق دراجات هوائية، وهو الموسم رقم 19 من السباق، وأقيم خلال الفترة 17 سبتمبر 1939، وحتى 24 سبتمبر 1939.
فاز فيه بالمركز الأول  ماريانو كاناردو، وبالمركز الثاني  Diego Chafer ‏، وبالمركز الثالث  فرمن ترويبا.

## الفائزون
| الترتيب | الفائز          |
| ------- | --------------- |
| الفائز  | ماريانو كاناردو |
| الثاني  | Diego Chafer ‏   |
| الثالث  | فرمن ترويبا     |